# Mynewsdesk
Mynewsdesk er en svensk PR-virksomhed stiftet 2003 med fokus på branddrevet PR. I 2008 blev Mynewsdesk købt af den norske mediegruppe NHST, der blandt andet ejer erhvervsbladene Dagens Næringsliv.